# Munster, Go Home!
Munster, Go Home! is een Amerikaanse film gebaseerd op de sitcom The Munsters. De film werd geregisseerd door Earl Bellamy. Op Pat Priest na deden alle acteurs uit de televisieserie mee in deze film. De film werd goed ontvangen toen hij uitkwam in de bioscoop.

## Verhaal
De film begint in het huis van de Munsters, waar een testament wordt voorgelezen. Het blijkt dat de Munsters een Engels kasteel genaamd Munster Hall hebben geërfd van een oud familielid. Tevens erft Herman de titel Lord.
De familie vertrekt meteen per boot naar Engeland om hun erfenis te halen. Onderweg wordt Herman zeeziek, vindt Merilyn Roger Morsesby, en wordt Opa in een wolf veranderd. In Engeland blijkt dat de familie niet de enige is die het op het kasteel heeft voorzien. Twee andere familieleden, Grace en Freddie, zijn woedend dat de Amerikaanse Munsters het kasteel hebben geërfd. Met behulp van Lady Effigie proberen ze de familie weg te werken.
Herman en zijn familie voelen zich meteen thuis in het kasteel, vooral omdat Grace en Freddie hen bang proberen te maken (wat voor de Munsters juist een aangename verwelkoming is). Herman en Opa ontdekken dat Munster Hall een geheim bevat, en proberen dit geheim te ontdekken. Ze ontdekken dat er een valse operatie plaatsvindt in de kelder.
Later in de film neemt Herman deel aan een race in zijn auto, de Drag-u-la. Grace en Freddie proberen bij deze race Herman om te laten komen. Herman wint de race met de hulp van Lily’s hersenen. Uiteindelijk worden Lady Effigie, Freddie, en Grace ontmaskerd, waardoor ze het kasteel nooit meer zullen kunnen erven. De Munsters verlangen na een tijdje toch terug naar Amerika. Ze doneren het kasteel en het landgoed aan de stad, en verlaten Engeland.

## Rolverdeling
| Acteur           | Personage       |
| ---------------- | --------------- |
| Fred Gwynne      | Herman Munster  |
| Yvonne De Carlo  | Lily Munster    |
| Al Lewis         | Opa Munster     |
| Butch Patrick    | Eddie Munster   |
| Debbie Watson    | Marilyn Munster |
| Robert Pine      | Roger Moresby   |
| Terry-Thomas     | Neef Freddie    |
| Jeanne Arnold    | Grace           |
| John Carradine   | Cruikshank      |
| Hermione Gingold | Lady Effigie    |

## Trivia
- Wanneer Herman ontdekt wat er in de kelder gebeurd schreeuwt hij "Car 54, Where are you? Zowel Fred Gwynne als Al Lewis deden ook mee in de sitcom Car 54, Where Are You?